# Tour de France de 1984
O Tour de France 1984 foi a 71º Volta a França

## Classificação geral
| Pos | Nome               | País           | Tempo        |
| --- | ------------------ | -------------- | ------------ |
| 1   | Laurent Fignon     | França         | 112h 03' 40" |
| 2   | Bernard Hinault    | França         | 10' 32"      |
| 3   | Greg LeMond        | Estados Unidos | 11' 46"      |
| 4   | Robert Millar      | Reino Unido    | 14' 42"      |
| 5   | Sean Kelly         | Irlanda        | 16' 35"      |
| 6   | Angel Arroyo       | Espanha        | 19' 22"      |
| 7   | Pascal Simon       | França         | 21' 17"      |
| 8   | Pedro Munoz        | Espanha        | 26' l7"      |
| 9   | Claude Criquielion | Bélgica        | 29' 12"      |
| 10  | Phil Anderson      | Austrália      | 29' 16"      |